# Emma Tillinger Koskoff
Emma Tillinger Koskoff (* 1972) ist eine US-amerikanische Filmproduzentin.

## Leben
Tillinger ist die Tochter der Schauspieler John Tillinger und Dorothy Lyman. Ihr jüngerer Bruder Sebastian Tillinger ist ebenfalls als Schauspieler tätig. Sie wuchs in Roxbury, Connecticut, auf. Nach dem Besuch eines Internats im kalifornischen Ojai entschied sie sich für den direkten Einstieg in die Entertainment-Branche, ohne zuvor ein College zu besuchen.
Über ihren Stiefvater Vincent Malle, einen jüngeren Bruder von Louis Malle, erhielt sie 1992 einen Auftrag als Produktionsassistentin am Set von Malles Filmdrama Verhängnis. Danach arbeitete Tillinger für die Künstleragentur von Mary Sames und Diana Rollnick in New York City. Sie betreute unter anderem die Schauspielerin Uma Thurman und den Regisseur Phil Joanou. Tillinger arbeitete dann bei der Künstleragentur Artist Management Group für den Co-Gründer Rick Yorn. Im Anschluss unterstützte sie bis zu dessen Tod 2002 den Regisseur Ted Demme bei der Produktion von Filmen wie Blow und A Decade Under the Influence.
Nach einer einjährigen Auszeit wechselte Tillinger im Januar 2003 auf Empfehlung von Rick Yorn zu Martin Scorseses Produktionsfirma Sikelia Productions. Dort war sie zunächst Assistentin für Scorsese und arbeitete mit ihm an dessen Projekten The Blues, Lady by the Sea: The Statue of Liberty und Aviator. 2006 wurde sie zum Leiter der Produktion von Sikelia Productions ernannt. Für Scorseses Gangsterfilm Departed – Unter Feinden fungierte sie als Associate Producer. 2008 co-produzierte sie Scorseses Musikdoku Shine a Light sowie den Oscar-nominierten Dokumentarfilm The Betrayal – Nerakhoon. Auch an Scorseses nächsten Projekten war sie als ausführende Produzentin oder Produzentin beteiligt.
Für The Wolf of Wall Street wurde Koskoff gemeinsam mit Martin Scorsese, Leonardo DiCaprio und Joey McFarland 2014 für den Oscar in der Kategorie Bester Film nominiert.
Sie ist seit dem Jahr 2009 mit dem Produzenten Nick Koskoff verheiratet. Das Paar hat zwei Kinder und lebt in Battery Park City.

## Filmografie (Auswahl)
- 2006: Departed – Unter Feinden (The Departed)
- 2008: The Betrayal – Nerakhoon (Nerakhoon, Dokumentarfilm)
- 2008: Shine a Light (Dokumentarfilm)
- 2010: Shutter Island
- 2010: Public Speaking (Dokumentarfilm)
- 2011: George Harrison: Living in the Material World (Dokumentarfilm)
- 2011: Endstation Fortschritt? (Surviving Progress, Dokumentarfilm)
- 2011: Hugo Cabret
- 2013: Glickman (Dokumentarfilm)
- 2013: The Wolf of Wall Street
- 2015: Bad Hurt
- 2016: Bleed for This
- 2016: Silence
- 2019: Joker
- 2019: The Irishman
- 2023: The Darkest Truth – Im Schatten der Wahrheit (The Good Mother)
- 2023: Daddio – Eine Nacht in New York (Daddio)
- 2023: Day of the Fight
- 2024: Joker: Folie à Deux

## Auszeichnungen (Auswahl)
- 2012: Emmy in der Kategorie Outstanding Nonfiction Special für George Harrison: Living in the Material World (mit Margaret Bodde, Blair Foster, Olivia Harrison, Nigel Sinclair, Martin Scorsese)[6]
- 2014: AFI Award in der Kategorie Movie of the Year für The Wolf of Wall Street (mit Martin Scorsese, Leonardo DiCaprio, Riza Aziz, Joey McFarland)
- 2014: Nominierung für den Oscar in der Kategorie Bester Film für The Wolf of Wall Street (mit Martin Scorsese, Leonardo DiCaprio, Joey McFarland)
- 2020: Nominierung für den Oscar in der Kategorie Bester Film für Joker (mit Todd Phillips, Bradley Cooper)
- 2020: Nominierung für den Oscar in der Kategorie Bester Film für The Irishman (mit Martin Scorsese, Robert De Niro, Jane Rosenthal)
- 2025: Nominierung für die Goldene Himbeere in der Kategorie Schlechtester Film für Joker: Folie à Deux (mit Joseph Garner, Todd Phillips)